# اسپرینگفیلد تاون‌شیپ (شهرستان مونتگومری، پنسیلوانیا)
اسپرینگفیلد تاون‌شیپ (به انگلیسی: Springfield Township) یک منطقهٔ مسکونی در ایالات متحده آمریکا است که در شهرستان مونتگومری، پنسیلوانیا واقع شده‌است. اسپرینگفیلد تاون‌شیپ ۱۷٫۵۹ کیلومتر مربع مساحت و ۱۹٬۴۱۸ نفر جمعیت دارد و ۸۴٫۱۳ متر بالاتر از سطح دریا واقع شده‌است.